# Montgomery City (Missouri)
Montgomery City est une ville de l’État du Missouri, aux États-Unis. La commune compte 2 442 habitants en l’an 2000. C'est le siège du comté de Montgomery.